# Georg Ernst Kletten
Georg Ernst Kletten (* 13. April 1759 in Kitzingen; † 22. Oktober 1827 in Wien) war ein deutscher Mediziner.

## Leben
Kletten hatte ein Studium an der Universität Wien begonnen, wo er sich als Herausgeber von Stephan Blancards Arzneywissenschaftliches Wörterbuchs (Wien 1788) hervortat. Er wurde 1790 Feldarzt bei der schwedischen Armee. Bald folgte Kletten einem Ruf an die Universität Greifswald, wo er 1794 zum dritten Professor der Medizin ernannt wurde. Er übernahm dort 1797 zum ersten Mal das Amt des Dekans der medizinischen Fakultät und am 1. Mai 1797 wählte man Georg Ernst Kletten zum Rektor der Universität, wobei er am 12. Mai in gewohnter Weise feierlich eingeführt wurde. In seiner Antrittsrede De ingenio medici. Oratio habita in auditorio majori academico, äußerte er sich über das Wesen der Medizin und die Begabung ein Arzt zu sein.
1800 wurde er freigestellt von den universitären Pflichten und war als Militärarzt im kaiserlichen Heer tätig. Wieder zurückgekehrt nach Greifswald wurde er 1803 wieder Dekan der medizinischen Fakultät in Greifswald. 1806 folgte er einem Ruf an die Universität Wittenberg als Professor für Chirurgie und Entbindungskunst. In seinen Vorlesungen behandelte er pathologische Themen, die allgemeine Geschichte der Medizin und therapeutische Themen. Als Vertreter bewährter Erfahrungsgrundsätze in der Medizin etablierte er sich dabei als Gegner der damals wechselnden Modeerscheinungen auf dem Gebiet. Auch in Wittenberg übernahm er 1808 die organisatorischen Aufgaben eines Dekans und verwaltet in den Wintersemestern 1808, sowie 1813 das Rektorat der Hochschule. Durch die Befreiungskriege geriet auch Wittenberg 1813 ins Kreuzfeuer der militärischen Auseinandersetzungen. Da große Teile der Stadt zerstört wurden, flüchtete der Hauptteil des akademischen Personals der Universität zunächst nach Kemberg.
Kemberg lag an einer militärisch stark frequentierten Straße, weswegen man den Hochschulbetrieb in Schmiedeberg fortsetzte. Dort harrte man mit einem geringen akademischen Betrieb aus und wartete ab. Schließlich hatte Sachsen als Verbündeter Napoleons eine Niederlage erlitten. Durch den Wiener Kongress kamen die sächsischen Gebiete um Wittenberg zu Preußen. Man entschied nach Fachberatungen, dass die Universität Halle und die Wittenberger Hochschule zusammengelegt wurden. Somit entstand am 12. April 1815 die neue Universität Halle-Wittenberg. Ein Teil der Hochschullehrer suchte sich an anderen Orten eine neue Existenz.
So verließ auch Kletten, der dort zunächst als Hochschullehrer wirkte, Halle 1816 in Richtung Wien, wo er eine Pension erhielt. Er zog sich vom akademischen Leben zurück und beteiligte sich an der Herausgabe der Wiener medizinische Monatschrift.

## Werkauswahl
- Kritische Ideen über den zweckmaessigsten Vortrag der ausübenden Heilkunde, mit Rücksicht auf die medicinischen Systeme alter und neuerer Zeit; als Einleitung in seine medizinisch-praktische Vorlesungen. Stiller, Rostock/Leipzig 1798. (Digitalisat)
- (Hrsg.): Beiträge zur Kritik über die neuesten Meinungen in der Medizin. St. 1–2. Stiller, Rostock / Leipzig 1801, 1. Stück; Rostock / Leipzig 1802, 2. Stück; Rostock / Leipzig 1804, 3. Stück
- De ingenio medici. – Oratio habita in auditorio majori academico. J. H. Eckhardt, Greifswald 1797. (Digitalisat)
- Versuch einer Geschichte des Verschönerungstriebes im weiblichen Geschlechte: Nebst einer Anweisung, die Schönheit ohne Schminke zu erhöhen. 2 Teile. Ettinger, Gotha 1792. (Digitalisat 1. Teil), (2. Teil)
- De constitutione morborum atrabilaria, seu autumni propria, commentatio medico-practica. Zimmermann, Wittenberg 1806.
- De perversa in rebus medicis ... philosophandi ratione. Wittenberg 1807.
- De inepta remediorum debilitantium denominatione. Kletten, Wittenberg 1807.
- Programme de hoemorrhagia narium in morbis acutis critica et salutari. Prolus. I–III. Seibt, Wittenberg 1809–1810.
- Programma de constitutione morborum nervosa. Commentationes I-VII. Wittenberg 1810–14.
- Dissertatio inauguralis medica de typho nosocomiali. (Resp. Friedrich Wilhelm Rublack) Graessler, Wittenberg 1810. (Digitalisat)
- De varia malignitatis ratione in febre scarlatinosa observationibus illustrata. Teil I, Breitkopf & Haertel, Leipzig 1811 und Teil II–VI, Breitkopf & Haertel, Leipzig 1813. (Digitalisat)
- Diss. de moderando aquae frigidae usu externo in diversis morbis curandis. Graessler, Wittenberg 1812.
- Diss. inaug. Med. de malo hypochondriaco rite cognoscendo. Seibt, Wittenberg 1811.